# ロコ (鉄道模型)

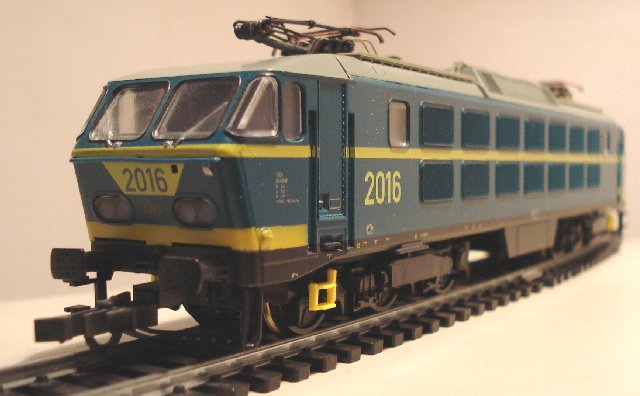
ロコ製HOゲージ ベルギー国鉄20型電気機関車

ロコ (Roco Modelleisenbahn GmbH) は、かつてオーストリアにあった独立した模型メーカーであり、現在はモデルアイゼンバーン・ホールディング傘下の模型メーカーである。

## 概要
オーストリアのザルツブルクに模型・玩具メーカーとして設立され、HOゲージやNゲージなどの鉄道模型を製造していた。当初は軍用車両の自動車模型を主に製造していたが、後に鉄道模型に参入し、西ドイツの鉄道模型メーカーであったレーヴァ (Röwa ) の製品を引き継ぎ、発展した。2004年に倒産し、2007年にモデルアイゼンバーン・ホールディングに買収された。2008年現在でのヨーロッパの鉄道模型市場シェアはメルクリン、ホーンビィに次ぐ3位。

## 歴史・沿革
1960年、ハインツ・レスラー (Heinz Rössler) によって、ロコ模型玩具 有限責任会社 (Roco Modellspielwaren GmbH) が設立された。社名の「Roco」は「ROessler COrporation」を略したもの。
創業は1959年で、当初は「ドイツ・オーストリア プラスチック加工 有限責任会社」 (DOK Modelle、Deutsch-Österreichische Kunststoffverarbeitungs GmbH) と名乗り、HOスケール (1/90スケール) で軍用車両のミニカー・自動車模型を製造していた。ロコが設立された1960年頃に「DOK Modelle」に代わって「Roco-Peetzy」のブランドで発売されるようになった。後に「Minitanks」とブランドを変更し展開された。当時の自動車模型は亜鉛合金製ダイカスト成形のミニカーが主流であったが、ロコでは射出成形による細密プラスチック製であったため、売り上げが伸びた。
1967年から鉄道模型に参入し、ドイツのトリックスの下請けでHOゲージを、アメリカのアトラスの下請けでOゲージを製造した。1973年には自社製品として「ロコ・インターナショナル」 (Roco-International) のブランド名で、西ドイツ国鉄V215ディーゼル機関車をHOスケールで製品化した。
1975年、倒産した西ドイツのレーヴァから金型と技術者を引き継ぎ、1976年にはNゲージとHOゲージの短縮連結器「ロコ・クルツカプラー」 (Roco Kurzkupplung) の特許を取得した。
1977年、創業者のハインツ・レスラーが死去し、従業員であったヴァルター・チンケル (Walter Tschinkel) が後を継いだ。旧レーヴァのHOゲージ製品では取り付け済みとなっていた細かい部品を、購入者が自ら取り付ける仕様に変更し製造コストを抑え、従来価格の60%に抑えて発売をしたところ、非常に売り上げが伸びた。その後は旧レーヴァ製品を中心にTEE客車や、Sバーン用客車、コラーユ客車など、主に西ドイツ国鉄の車両を矢継ぎ早に発売した。これらは大きさは1/87スケール (HOスケール) ではあったものの、長さを1/100スケールに抑えたショーティーモデルであった。これら旧レーヴァ製品を改良した製品は成功をおさめ、さらに多くの旧製品が改良され発売された。また、これらの成功により、自社開発によるオーストリア国鉄の車両も製造され始めた。
1989年には道床つき・組み立て式の線路システム「ロコライン」 (Roco Line) が開発された。ロコラインは柔らかいゴム製の道床 (土台) をもつ線路で、従来のHOゲージで主流であった2.5mm高のレールを採用せず、新たに2.1mm高のレールを採用したため実感的であった。2004年の倒産以後、特許の関係でロコラインは製造中止となり、新たな道床つき・組み立て式の線路システムとして2005年に「ジオライン」 (Geo Line) が開発された。ジオラインは、メルクリンやトリックスで展開されている、道床つき・組み立て式の線路システムである「Cトラック」に良く似ており、硬いプラスチック製の道床 (土台) をもつ線路となっている。
1993年には、メルクリンの新型短縮連結器である「クルツ・カプラー」(Kurzkupplung、先述のロコ・クルツカプラーとは別のもの) と互換性を持たせた「ユニバーサルカプラー」 (Universalkupplung) が開発された。このユニバーサルカプラーも倒産に際し特許の関係で製造中止となったが、2007年に製造が再開された。
2004年、本社を移転した直後に倒産した。2005年にライファイゼン銀行の管理下に入り、2007年にモデルアイゼンバーン・ホールディングに買収され「ロコ 模型鉄道 有限責任会社」(Roco Modelleisenbahn GmbH) となった。同年、Minitanksシリーズはヘルパに売却された。

## 製品
1970年代にはOゲージ、HOゲージ、Nゲージを製造していた。1980年代以降、OスケールとHOスケールの、スイスやオーストリアのナローゲージ鉄道の製品が加わった。1990年代以降にTTゲージに参入した。現在、Nゲージ製品に関しては同じモデルアイゼンバーン・ホールディング傘下のフライシュマンブランドに統合されている。

### HOゲージ
主に直流二線式が採用されているが、一部製品に交流三線式に対応したものも存在する。当初はレーヴァから引き継いだ製品が多かったが、後に多種多様な自社製品が開発された。架空電車線方式の車両は架線集電が可能なものが多い。
車両
車両は、車輪を除き射出成形によるプラスチック製が殆どであるが、動力車には牽引力を稼ぐために金属製パーツが使用されている。主にヨーロッパ大陸諸国の標準軌車両が製造される。
線路
ジオラインと呼ばれる「道床つき」の「組み立て式線路」と「フレキシブル線路」が展開されている。直線の基本となる長さは185mmと200mmで、フレキシブル線路は800mm。曲線半径は内側から358mm、434.5mm、511.1mmである。
制御機器

### TTゲージ
旧レーヴァやそれ以前のロカールのものではなく、ロコが新規に開発したものである。中央ヨーロッパを中心とした鉄道会社の車両のみが展開されている。

### Minitanksシリーズ
ロコが設立当初から扱ってきた軍用車両のミニカーで、縮尺はHOスケール (1/87スケール) とされているが、一部製品に1/100スケール前後のものが存在した。ロコの倒産後はヘルパに引き継がれている。